# Giải BAFTA cho đạo diễn xuất sắc nhất
Giải BAFTA cho Đạo diễn Xuất sắc nhất là Giải thưởng Điện ảnh Viện Hàn lâm Anh Quốc do Viện Hàn lâm Nghệ thuật Điện ảnh và Truyền hình Anh Quốc (BAFTA) trao tặng hàng năm.

## Lịch sử
Trước đây, giải này có tên là Giải David Lean dành cho Thành tựu trong Đạo diễn. John Schlesinger, Roman Polanski, Woody Allen, Alan Parker, Louis Malle, Joel Coen, Peter Weir, Ang Lee, và Alfonso Cuarón là những đạo diễn giành được nhiều chiến thắng nhất trong hạng mục này, với hai giải mỗi người. Martin Scorsese giữ kỷ lục về nhiều đề cử nhất, với mười đề cử.
Giải thưởng Điện ảnh Viện Hàn lâm Anh lần thứ 39, được trao vào năm 1986 cho các bộ phim phát hành năm 1985, không có bất kì đề cử, hay người chiến thắng, cho hạng mục này.

## Người chiến thắng và người được đề cử

### Thập niên 1960
| Năm                  | Đạo diễn              | Phim |
| -------------------- | --------------------- | ---- |
| 1968 Lần 22          |                       |      |
| Mike Nichols         | The Graduate          |      |
| Lindsay Anderson     | if....                |      |
| Carol Reed           | Oliver!               |      |
| Franco Zeffirelli    | Romeo and Juliet      |      |
| 1969 Lần 23          |                       |      |
| John Schlesinger     | Midnight Cowboy       |      |
| Richard Attenborough | Oh! What a Lovely War |      |
| Ken Russell          | Women in Love         |      |
| Peter Yates          | Bullitt               |      |

### Thập niên 1970
| Năm                  | Đạo diễn                               | Phim |
| -------------------- | -------------------------------------- | ---- |
| 1970 Lần 24          |                                        |      |
| George Roy Hill      | Butch Cassidy and the Sundance Kid     |      |
| Robert Altman        | M*A*S*H                                |      |
| David Lean           | Ryan's Daughter                        |      |
| Ken Loach            | Kes                                    |      |
| 1971 Lần 25          |                                        |      |
| John Schlesinger     | Sunday Bloody Sunday                   |      |
| Miloš Forman         | Taking Off                             |      |
| Joseph Losey         | The Go-Between                         |      |
| Luchino Visconti     | Death in Venice                        |      |
| 1972 Lần 26          |                                        |      |
| Bob Fosse            | Cabaret                                |      |
| Peter Bogdanovich    | The Last Picture Show                  |      |
| William Friedkin     | The French Connection                  |      |
| Stanley Kubrick      | A Clockwork Orange                     |      |
| 1973 Lần 27          |                                        |      |
| François Truffaut    | Day for Night                          |      |
| Luis Buñuel          | The Discreet Charm of the Bourgeoisie  |      |
| Nicolas Roeg         | Don't Look Now                         |      |
| Fred Zinnemann       | The Day of the Jackal                  |      |
| 1974 Lần 28          |                                        |      |
| Roman Polanski       | Chinatown                              |      |
| Francis Ford Coppola | The Conversation                       |      |
| Sidney Lumet         | Murder on the Orient Express / Serpico |      |
| Louis Malle          | Lacombe Lucien                         |      |
| 1975 Lần 29          |                                        |      |
| Stanley Kubrick      | Barry Lyndon                           |      |
| Sidney Lumet         | Dog Day Afternoon                      |      |
| Martin Scorsese      | Alice Doesn't Live Here Anymore        |      |
| Steven Spielberg     | Jaws                                   |      |
| 1976 Lần 30          |                                        |      |
| Miloš Forman         | One Flew Over the Cuckoo's Nest        |      |
| Alan J. Pakula       | All the President's Men                |      |
| Alan Parker          | Bugsy Malone                           |      |
| Martin Scorsese      | Taxi Driver                            |      |
| 1977 Lần 31          |                                        |      |
| Woody Allen          | Annie Hall                             |      |
| Richard Attenborough | A Bridge Too Far                       |      |
| John G. Avildsen     | Rocky                                  |      |
| Sidney Lumet         | Network                                |      |
| 1978 Lần 32          |                                        |      |
| Alan Parker          | Midnight Express                       |      |
| Robert Altman        | A Wedding                              |      |
| Steven Spielberg     | Close Encounters of the Third Kind     |      |
| Fred Zinnemann       | Julia                                  |      |
| 1979 Lần 33          |                                        |      |
| Francis Ford Coppola | Apocalypse Now                         |      |
| Woody Allen          | Manhattan                              |      |
| Michael Cimino       | The Deer Hunter                        |      |
| John Schlesinger     | Yanks                                  |      |

### Thập niên 1980
| Năm                  | Đạo diễn                                                                            | Phim  |
| -------------------- | ----------------------------------------------------------------------------------- | ----- |
| 1980 Lần 34          |                                                                                     |       |
| Akira Kurosawa       | Kagemusha                                                                           |       |
| Robert Benton        | Kramer vs. Kramer                                                                   |       |
| David Lynch          | The Elephant Man                                                                    |       |
| Alan Parker          | Fame                                                                                |       |
| 1981 Lần 35          |                                                                                     |       |
| Louis Malle          | Atlantic City                                                                       |       |
| Bill Forsyth         | Gregory's Girl                                                                      |       |
| Hugh Hudson          | Chariots of Fire                                                                    |       |
| Karel Reisz          | The French Lieutenant's Woman                                                       |       |
| 1982 Lần 36          |                                                                                     |       |
| Richard Attenborough | Gandhi                                                                              |       |
| Costa-Gavras         | Missing                                                                             |       |
| Mark Rydell          | On Golden Pond                                                                      |       |
| Steven Spielberg     | E.T. the Extra-Terrestrial                                                          |       |
| 1983 Lần 37          |                                                                                     |       |
| Bill Forsyth         | Local Hero                                                                          |       |
| James Ivory          | Heat and Dust                                                                       |       |
| Sydney Pollack       | Tootsie                                                                             |       |
| Martin Scorsese      | The King of Comedy                                                                  |       |
| 1984 Lần 38          |                                                                                     |       |
| Wim Wenders          | Paris, Texas                                                                        |       |
| Roland Joffé         | The Killing Fields                                                                  |       |
| Sergio Leone         | Once Upon a Time in America                                                         |       |
| Peter Yates          | The Dresser                                                                         |       |
| 1985 Lần 38          | no record of nominations nor winner in 1986 for director of a film released in 1985 | [ 1 ] |
| 1986 Lần 40          |                                                                                     |       |
| Woody Allen          | Hannah and Her Sisters                                                              |       |
| Roland Joffé         | The Mission                                                                         |       |
| Neil Jordan          | Mona Lisa                                                                           |       |
| James Ivory          | A Room with a View                                                                  |       |
| 1987 Lần 41          |                                                                                     |       |
| Oliver Stone         | Platoon                                                                             |       |
| Richard Attenborough | Cry Freedom                                                                         |       |
| Claude Berri         | Jean de Florette                                                                    |       |
| John Boorman         | Hope and Glory                                                                      |       |
| 1988 Lần 42          |                                                                                     |       |
| Louis Malle          | Au revoir les enfants                                                               |       |
| Gabriel Axel         | Babette's Feast                                                                     |       |
| Bernardo Bertolucci  | The Last Emperor                                                                    |       |
| Charles Crichton     | A Fish Called Wanda                                                                 |       |
| 1989 Lần 43          |                                                                                     |       |
| Kenneth Branagh      | Henry V                                                                             |       |
| Stephen Frears       | Dangerous Liaisons                                                                  |       |
| Alan Parker          | Mississippi Burning                                                                 |       |
| Peter Weir           | Dead Poets Society                                                                  |       |

### Thập niên 1990
| Năm                  | Đạo diễn                                                                                          | Phim |
| -------------------- | ------------------------------------------------------------------------------------------------- | ---- |
| 1990 Lần 44          |                                                                                                   |      |
| Martin Scorsese      | Goodfellas                                                                                        |      |
| Woody Allen          | Crimes and Misdemeanors                                                                           |      |
| Bruce Beresford      | Driving Miss Daisy                                                                                |      |
| Giuseppe Tornatore   | Cinema Paradiso (Nuovo cinema Paradiso)                                                           |      |
| 1991 45th            |                                                                                                   |      |
| Alan Parker          | The Commitments                                                                                   |      |
| Kevin Costner        | Dances with Wolves                                                                                |      |
| Jonathan Demme       | The Silence of the Lambs                                                                          |      |
| Ridley Scott         | Thelma & Louise                                                                                   |      |
| 1992 46th            |                                                                                                   |      |
| Robert Altman        | The Player                                                                                        |      |
| Clint Eastwood       | Unforgiven                                                                                        |      |
| James Ivory          | Howards End                                                                                       |      |
| Neil Jordan          | The Crying Game                                                                                   |      |
| 1993 47th            |                                                                                                   |      |
| Steven Spielberg     | Schindler's List                                                                                  |      |
| Richard Attenborough | Shadowlands                                                                                       |      |
| Jane Campion         | The Piano                                                                                         |      |
| James Ivory          | The Remains of the Day                                                                            |      |
| 1994 48th            |                                                                                                   |      |
| Mike Newell          | Four Weddings and a Funeral                                                                       |      |
| Krzysztof Kieślowski | Three Colours: Red (Trois couleurs<span typeof="mw:DisplaySpace" id="mwA3Y">&nbsp;</span>: Rouge) |      |
| Quentin Tarantino    | Pulp Fiction                                                                                      |      |
| Robert Zemeckis      | Forrest Gump                                                                                      |      |
| 1995 49th            |                                                                                                   |      |
| Michael Radford      | Il Postino: The Postman                                                                           |      |
| Mel Gibson           | Braveheart                                                                                        |      |
| Nicholas Hytner      | The Madness of King George                                                                        |      |
| Ang Lee              | Sense and Sensibility                                                                             |      |
| 1996 50th            |                                                                                                   |      |
| Joel Coen            | Fargo                                                                                             |      |
| Scott Hicks          | Shine                                                                                             |      |
| Mike Leigh           | Secrets &amp; Lies                                                                                |      |
| Anthony Minghella    | The English Patient                                                                               |      |
| 1997 51st            |                                                                                                   |      |
| Baz Luhrmann         | Romeo + Juliet                                                                                    |      |
| James Cameron        | Titanic                                                                                           |      |
| Peter Cattaneo       | The Full Monty                                                                                    |      |
| Curtis Hanson        | L.A. Confidential                                                                                 |      |
| 1998 52nd            |                                                                                                   |      |
| Peter Weir           | The Truman Show                                                                                   |      |
| Shekhar Kapur        | Elizabeth                                                                                         |      |
| John Madden          | Shakespeare in Love                                                                               |      |
| Steven Spielberg     | Saving Private Ryan                                                                               |      |
| 1999 53rd            |                                                                                                   |      |
| Pedro Almodóvar      | All About My Mother (Todo sobre mi madre)                                                         |      |
| Neil Jordan          | The End of the Affair                                                                             |      |
| Sam Mendes           | American Beauty                                                                                   |      |
| Anthony Minghella    | The Talented Mr. Ripley                                                                           |      |
| M. Night Shyamalan   | The Sixth Sense                                                                                   |      |

### Thập niên 2000
| Năm                               | Đạo diễn                                          | Phim |
| --------------------------------- | ------------------------------------------------- | ---- |
| 2000 54th                         |                                                   |      |
| Ang Lee                           | Crouching Tiger, Hidden Dragon (Wo hu cang long)  |      |
| Stephen Daldry                    | Billy Elliot                                      |      |
| Ridley Scott                      | Gladiator                                         |      |
| Steven Soderbergh                 | Traffic                                           |      |
| Steven Soderbergh                 | Erin Brockovich                                   |      |
| 2001 55th                         |                                                   |      |
| Peter Jackson                     | The Lord of the Rings: The Fellowship of the Ring |      |
| Robert Altman                     | Gosford Park                                      |      |
| Ron Howard                        | A Beautiful Mind                                  |      |
| Jean-Pierre Jeunet                | Amélie (Le Fabuleux destin d'Amélie Poulain)      |      |
| Baz Luhrmann                      | Moulin Rouge!                                     |      |
| 2002 56th                         |                                                   |      |
| Roman Polanski                    | The Pianist                                       |      |
| Stephen Daldry                    | The Hours                                         |      |
| Peter Jackson                     | The Lord of the Rings: The Two Towers             |      |
| Rob Marshall                      | Chicago                                           |      |
| Martin Scorsese                   | Gangs of New York                                 |      |
| 2003 57th                         |                                                   |      |
| Peter Weir                        | Master and Commander: The Far Side of the World   |      |
| Tim Burton                        | Big Fish                                          |      |
| Sofia Coppola                     | Lost in Translation                               |      |
| Peter Jackson                     | The Lord of the Rings: The Return of the King     |      |
| Anthony Minghella                 | Cold Mountain                                     |      |
| 2004 58th                         |                                                   |      |
| Mike Leigh                        | Vera Drake                                        |      |
| Marc Forster                      | Finding Neverland                                 |      |
| Michel Gondry                     | Eternal Sunshine of the Spotless Mind             |      |
| Michael Mann                      | Collateral                                        |      |
| Martin Scorsese                   | The Aviator                                       |      |
| 2005 59th                         |                                                   |      |
| Ang Lee                           | Brokeback Mountain                                |      |
| George Clooney                    | Good Night, and Good Luck.                        |      |
| Paul Haggis                       | Crash                                             |      |
| Fernando Meirelles                | The Constant Gardener                             |      |
| Bennett Miller                    | Capote                                            |      |
| 2006 60th                         |                                                   |      |
| Paul Greengrass                   | United 93                                         |      |
| Jonathan Dayton and Valerie Faris | Little Miss Sunshine                              |      |
| Stephen Frears                    | The Queen                                         |      |
| Alejandro González Iñárritu       | Babel                                             |      |
| Martin Scorsese                   | The Departed                                      |      |
| 2007 61st                         |                                                   |      |
| Joel Coen and Ethan Coen          | No Country for Old Men                            |      |
| Paul Thomas Anderson              | There Will Be Blood                               |      |
| Paul Greengrass                   | The Bourne Ultimatum                              |      |
| Florian Henckel von Donnersmarck  | The Lives of Others (Das Leben der Anderen)       |      |
| Joe Wright                        | Atonement                                         |      |
| 2008 62nd                         |                                                   |      |
| Danny Boyle                       | Slumdog Millionaire                               |      |
| Stephen Daldry                    | The Reader                                        |      |
| Clint Eastwood                    | Changeling                                        |      |
| David Fincher                     | The Curious Case of Benjamin Button               |      |
| Ron Howard                        | Frost/Nixon                                       |      |
| 2009 63rd                         |                                                   |      |
| Kathryn Bigelow                   | The Hurt Locker                                   |      |
| Neill Blomkamp                    | District 9                                        |      |
| James Cameron                     | Avatar                                            |      |
| Lone Scherfig                     | An Education                                      |      |
| Quentin Tarantino                 | Định mệnh (Inglourious Basterds)                  |      |

### Thập niên 2010
| Năm                   | Đạo diễn                                  | Phim |
| --------------------- | ----------------------------------------- | ---- |
| 2010 64th             |                                           |      |
| David Fincher         | The Social Network                        |      |
| Darren Aronofsky      | Black Swan                                |      |
| Danny Boyle           | 127 Hours                                 |      |
| Tom Hooper            | The King's Speech                         |      |
| Christopher Nolan     | Inception                                 |      |
| 2011 65th             |                                           |      |
| Michel Hazanavicius   | The Artist                                |      |
| Tomas Alfredson       | Tinker Tailor Soldier Spy                 |      |
| Lynne Ramsay          | We Need to Talk About Kevin               |      |
| Nicolas Winding Refn  | Drive                                     |      |
| Martin Scorsese       | Hugo                                      |      |
| 2012 66th             |                                           |      |
| Ben Affleck           | Argo                                      |      |
| Kathryn Bigelow       | Zero Dark Thirty                          |      |
| Michael Haneke        | Amour                                     |      |
| Ang Lee               | Life of Pi                                |      |
| Quentin Tarantino     | Django Unchained                          |      |
| 2013 67th             |                                           |      |
| Alfonso Cuarón        | Gravity                                   |      |
| Paul Greengrass       | Captain Phillips                          |      |
| Steve McQueen         | 12 Years a Slave                          |      |
| David O. Russell      | American Hustle                           |      |
| Martin Scorsese       | The Wolf of Wall Street                   |      |
| 2014 68th             |                                           |      |
| Richard Linklater     | Boyhood                                   |      |
| Wes Anderson          | The Grand Budapest Hotel                  |      |
| Damien Chazelle       | Whiplash                                  |      |
| Alejandro G. Iñárritu | Birdman                                   |      |
| James Marsh           | The Theory of Everything                  |      |
| 2015 69th             |                                           |      |
| Alejandro G. Iñárritu | The Revenant                              |      |
| Todd Haynes           | Carol                                     |      |
| Adam McKay            | The Big Short                             |      |
| Ridley Scott          | The Martian                               |      |
| Steven Spielberg      | Bridge of Spies                           |      |
| 2016 70th             |                                           |      |
| Damien Chazelle       | La La Land                                |      |
| Tom Ford              | Nocturnal Animals                         |      |
| Ken Loach             | I, Daniel Blake                           |      |
| Kenneth Lonergan      | Manchester by the Sea                     |      |
| Denis Villeneuve      | Arrival                                   |      |
| 2017 71st             |                                           |      |
| Guillermo del Toro    | The Shape of Water                        |      |
| Luca Guadagnino       | Call Me by Your Name                      |      |
| Martin McDonagh       | Three Billboards Outside Ebbing, Missouri |      |
| Christopher Nolan     | Dunkirk                                   |      |
| Denis Villeneuve      | Blade Runner 2049                         |      |
| 2018 72nd             |                                           |      |
| Alfonso Cuarón        | Roma                                      |      |
| Bradley Cooper        | A Star Is Born                            |      |
| Yorgos Lanthimos      | The Favourite                             |      |
| Spike Lee             | BlacKkKlansman                            |      |
| Paweł Pawlikowski     | Cold War                                  |      |
| 2019 73rd             |                                           |      |
| Sam Mendes            | 1917                                      |      |
| Bong Joon-ho          | Ký sinh trùng (Parasite)                  |      |
| Todd Phillips         | Joker                                     |      |
| Martin Scorsese       | The Irishman                              |      |
| Quentin Tarantino     | Once Upon a Time in Hollywood             |      |

### Thập niên 2020
| Năm         | Đạo diễn                        | Phim                      |
| ----------- | ------------------------------- | ------------------------- |
| 2020 (74th) | Chloé Zhao                      | Nomadland                 |
| 2020 (74th) | Lee Isaac Chung                 | Khát vọng đổi đời         |
| 2020 (74th) | Sarah Gavron                    | Rocks                     |
| 2020 (74th) | Shannon Murphy                  | Babyteeth                 |
| 2020 (74th) | Thomas Vinterberg               | Another Round             |
| 2020 (74th) | Jasmila Žbanić                  | Quo Vadis, Aida?          |
| 2021 (75th) | Jane Campion                    | The Power of the Dog      |
| 2021 (75th) | Paul Thomas Anderson            | Licorice Pizza            |
| 2021 (75th) | Audrey Diwan                    | Happening                 |
| 2021 (75th) | Julia Ducournau                 | Titane                    |
| 2021 (75th) | Ryusuke Hamaguchi               | Drive My Car              |
| 2021 (75th) | Aleem Khan                      | After Love                |
| 2022 (76th) | Edward Berger                   | Phía Tây không có gì lạ   |
| 2022 (76th) | Park Chan-wook                  | Quyết tâm chia tay        |
| 2022 (76th) | Todd Field                      | Tár                       |
| 2022 (76th) | Daniel Kwan và Daniel Scheinert | Cuộc chiến đa vũ trụ      |
| 2022 (76th) | Martin McDonagh                 | The Banshees of Inisherin |
| 2022 (76th) | Gina Prince-Bythewood           | Nữ vương huyền thoại      |
| 2023 (77th) | Christopher Nolan               | Oppenheimer               |
| 2023 (77th) | Bradley Cooper                  | Maestro                   |
| 2023 (77th) | Jonathan Glazer                 | The Zone of Interest      |
| 2023 (77th) | Andrew Haigh                    | All of Us Strangers       |
| 2023 (77th) | Alexander Payne                 | The Holdovers             |
| 2023 (77th) | Justine Triet                   | Kỳ án trên đồi tuyết      |

## Nhiều lần thắng (2 hoặc nhiều hơn)
- Woody Allen
- Alan Parker
- John Schlesinger
- Louis Malle
- Peter Weir
- Ang Lee
- Roman Polanski
- Joel Coen
- Alfonso Cuarón